# Spencer Treat Clark
Spencer Treat Clark (New York, 24 september 1987) is een Amerikaans acteur.

## Biografie
Clark werd geboren in New York maar vervolgde de high school op de Hindley Elementary School in Darien (Connecticut) en aan de The Taft School in Litchfield County. Hierna ging hij politicologie en economie studeren aan de Columbia-universiteit in New York, in 2010 ontving hij zijn bachelor.
Clark woont nu in Los Angeles en in zijn vrije tijd is hij actief in reizen, gitaarspelen, mountainbiken, hockey en vliegvissen.

## Filmografie

### Films
Uitgezonderd korte films.
- 2022 Weird: The Al Yankovic Story - als Steve Jay
- 2019 Glass - als Joseph Dunn
- 2016 Ice Scream - als Mickey
- 2014 The Town That Dreaded Sundown - als Corey
- 2014 Cymbeline - las Guiderius
- 2014 Druid Peak – als Owen
- 2013 The Last Exorcism: God Asks. The Devil Commands – als Chris
- 2012 Much Ado About Nothing – als Borachio
- 2010 Camp Hell – als Timothy
- 2009 The Last House on the Left – als Justin
- 2007 Superheroes – als Nick Jones
- 2007 The Babysitters – als Scott Miral
- 2005 Loverboy – als Paul (16 jaar)
- 2003 Mystic River – als doofstomme Ray Harris
- 2000 Unbreakable – als Joseph Dunn
- 2000 Gladiator – als Lucius
- 1999 Double Jeopardy – als Matty (11 jaar)
- 1999 Arlington Road – als Grant Faraday
- 1996 Christmas in Cartoontown – als stem
- 1995 It Was Him or Us – als Jesse Pomeroy
- 1995 Long Island Fever – als Tom McCarty

### Televisieseries
Uitgezonderd eenmalige gastrollen.
- 2024 Manhunt - als Lewis Powell - 4 afl.
- 2016 - 2019 Animal Kingdom - als Adrian - 27 afl.
- 2015 - 2018 Agents of S.H.I.E.L.D. - als Werner Von Strucker - 8 afl.
- 1995 – 1999 Another World – als Steven Michael Frame - 19 afl.

- Biblioteca Nacional de España: XX5569650
- International Standard Name Identifier: 0000 0000 5333 8698
- Library of Congress Control Number: no2002074519
- Nationale Bibliotheek van Tsjechië: xx0305817
- Virtual International Authority File: 48900983
- WorldCat: E39PBJppBcfWktdm8DJJ9MBQMP